# Bryggargatan

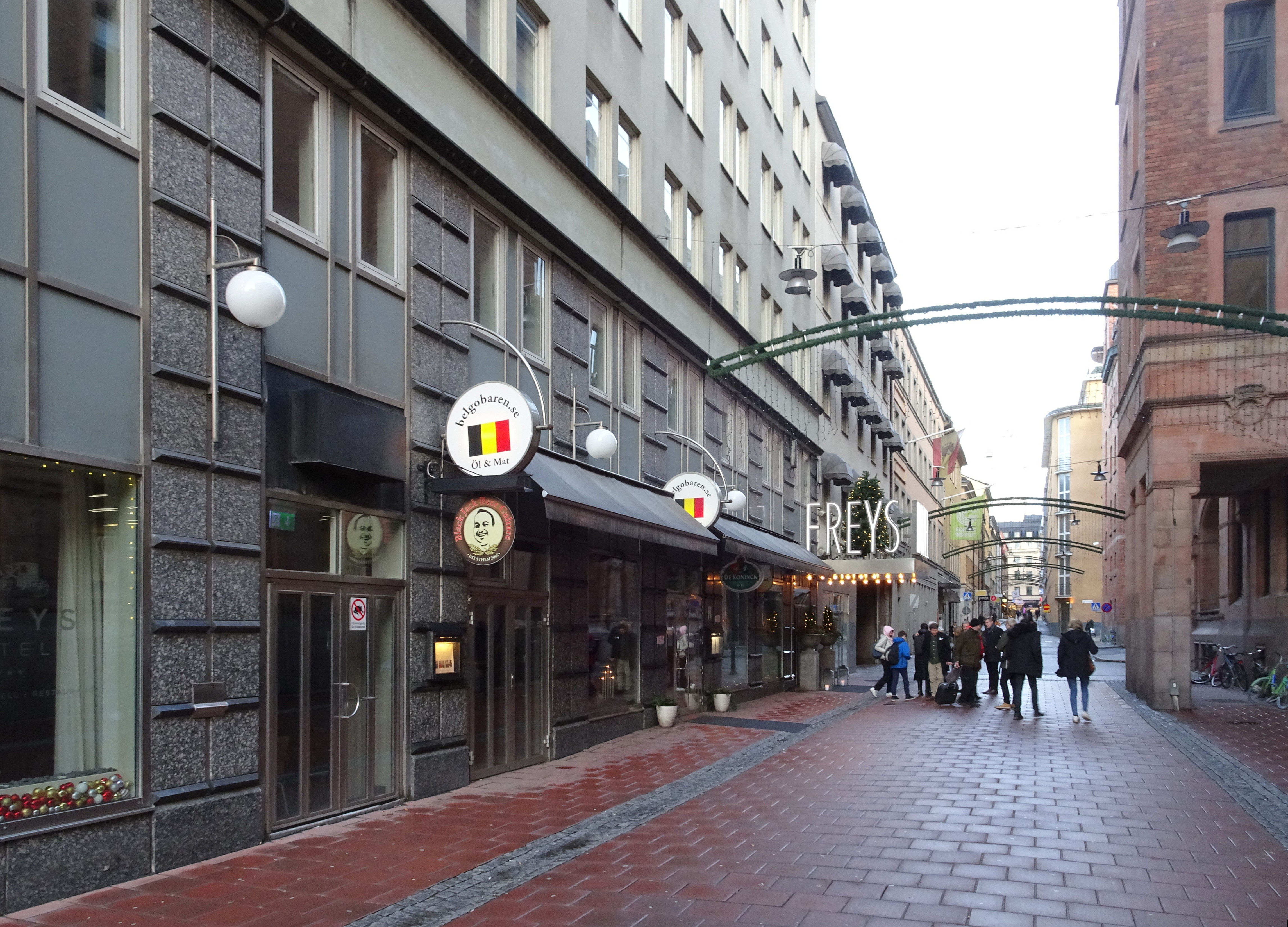
Bryggargatan österut, med Freys Hotel.

Bryggargatan är en gata på Norrmalm i Stockholm, den sträcker sig i ost-västriktning från Drottninggatan till Vasagatan. Den fick sitt nuvarande namn år 1857.

## Historik

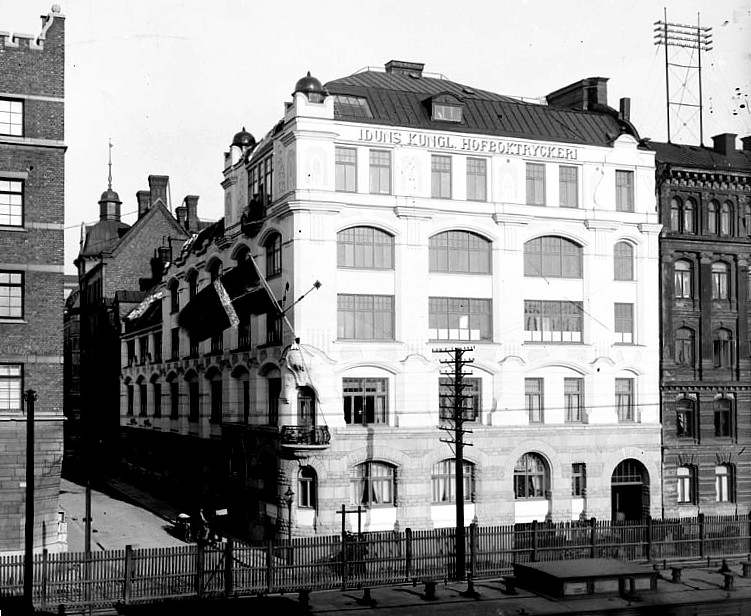
Iduns Tryckeri.

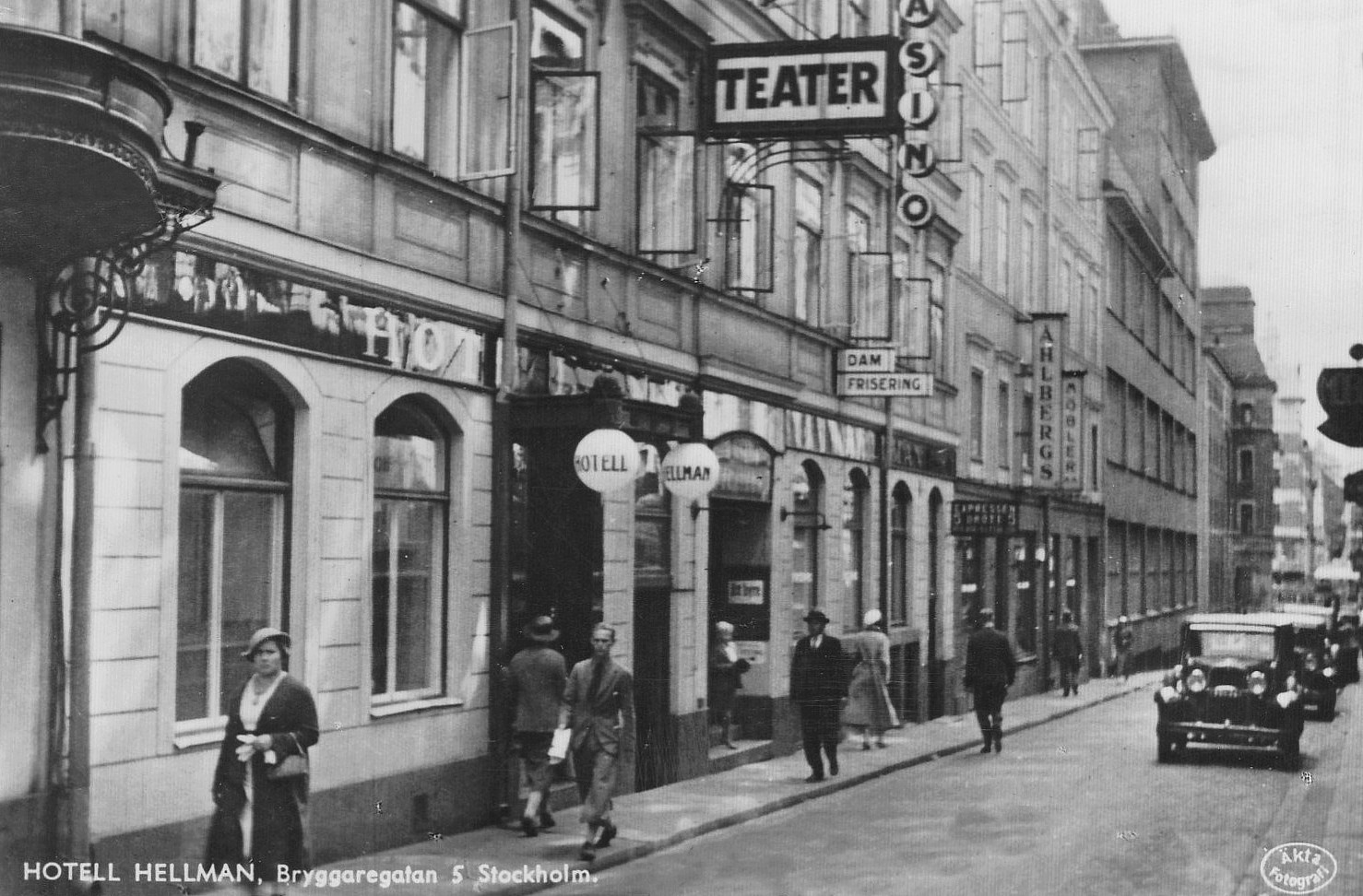
Bryggargatan västerut med Casinoteaterns entré och Hotell Hellman på 1930-talet.

Gatan omnämns redan 1645 som Bryggeregathon och vid gatan bodde ett flertal bryggare som gav gatan sitt namn. En av dem var Lars Andersson och han gav upphov till namnet Laarss Andhersson Bryggiares grändh (1646 och 1648). År 1647 omtalas att nere vid sjön (Klara sjö) är “it bryggeri uprättat”. Klara sjöns strandlinje gick då i höjd med dagens Vasagatan. Järnvägens framdragning kom att skära av gatan i två delar. Den separata stumpen på andra sidan spåren fortsatte ner till vattnet fram till 1940-talet. Fram till år 1999 gick Bryggargatan över Vasagatan ända ner till Östra järnvägsgatan, därefter kom den delen att ingå i Vasaplan.

### Kvarter och byggnader
Gatans södra sida mot kvarteret Blåmannen domineras av Postens tidigare byggnader med Ferdinand Bobergs Centralposthuset från 1903, Erik Lallerstedts tillbyggnad från 1939 samt Ancker-Gate-Lindegrens Postgirots byggnad från slutet av 1960-talet. Postgirot byggdes om 1999–2002 för ny användning med kontor, butikslokaler och bostäder. Mellan 2002 och 2007 hade brittiska varuhuskedjan Debenhams en filial här. På Vasagatans västra sida låg vid 1900-talets början Stockholms Dagblads redaktionshus och längre ned Iduns tryckeri och Jacob Bagges sedeltryckeri.
Mot norr ligger bland annat kvarteret Lammet. Tidigare fanns här biografen London på nr 2, Central-Biografen på nr 5 (1½ trappa över gården) och Templarordens hus (ritat 1902 av arkitekt Erik Ulrich) med Casinoteatern och Hotell Hellman i gathuset nr 5. Det var på hotell Hellman som poeten Dan Andersson omkom i en vätecyanid-förgiftning den 16 september 1920 där han befann sig för att söka arbete på tidningen Social-Demokraten.
På Bryggargatan 6 ligger byggnaden för Dufvas Nysilverfabrik som uppfördes 1898 efter ritningar av arkitektkontoret Ullrich & Hallquisth. Fasaden och portomfattningen utfördes i elegant jugendarkitektur. Vid Bryggargatan 12A har Goethe-Institut en filial och intill ligger Freys Hotel med adress Bryggargatan 12B.

### Bombdådet
Den 11 december 2010 inträffade bombdåden i Stockholm 2010, där den andra av två sprängningar utfördes på Bryggargatans östra del i närheten av Drottninggatan. Vid sprängningen omkom gärningsmannen.

## Bilder

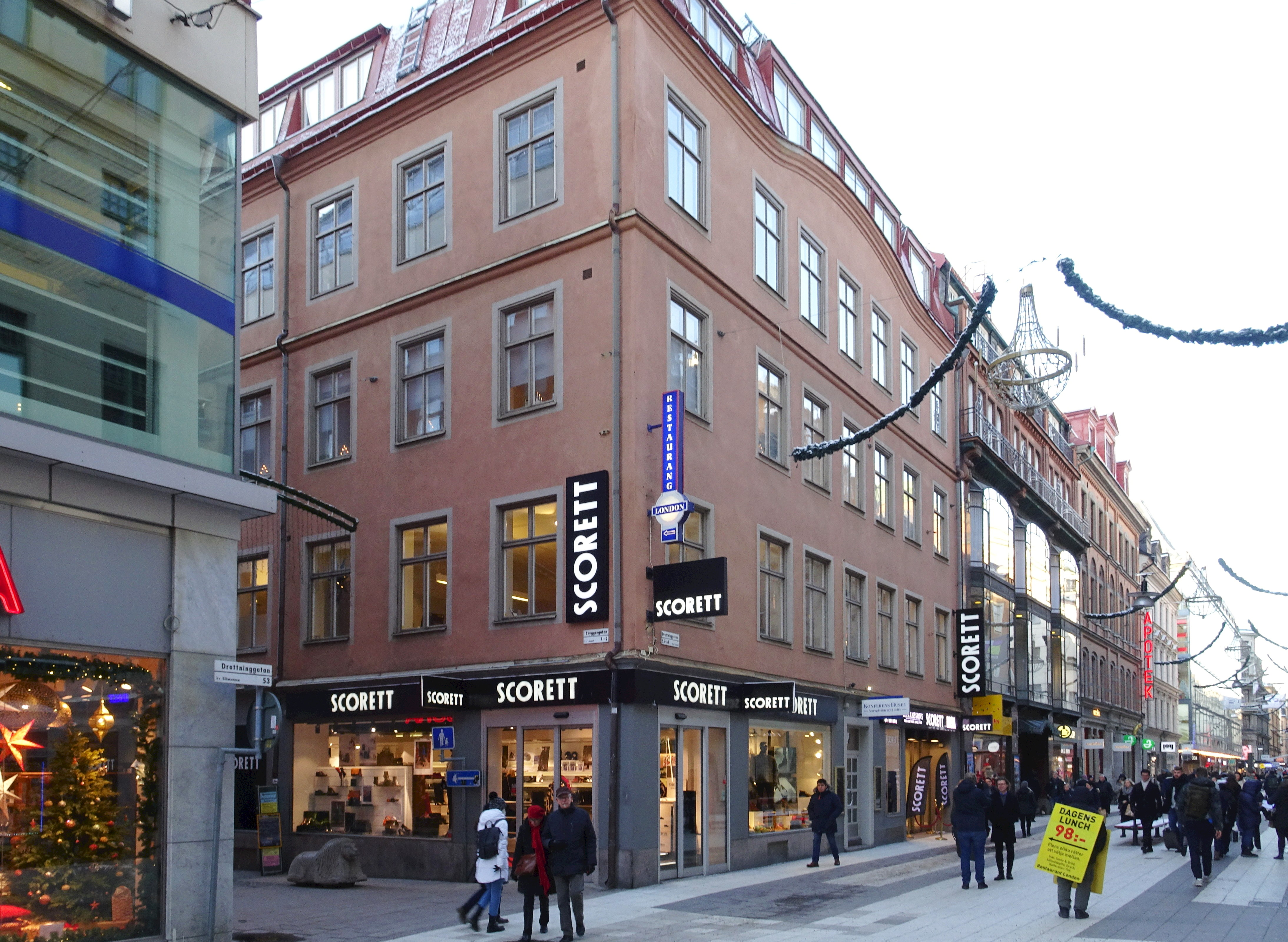
Hörnet Drottninggatan / Bryggargatan.
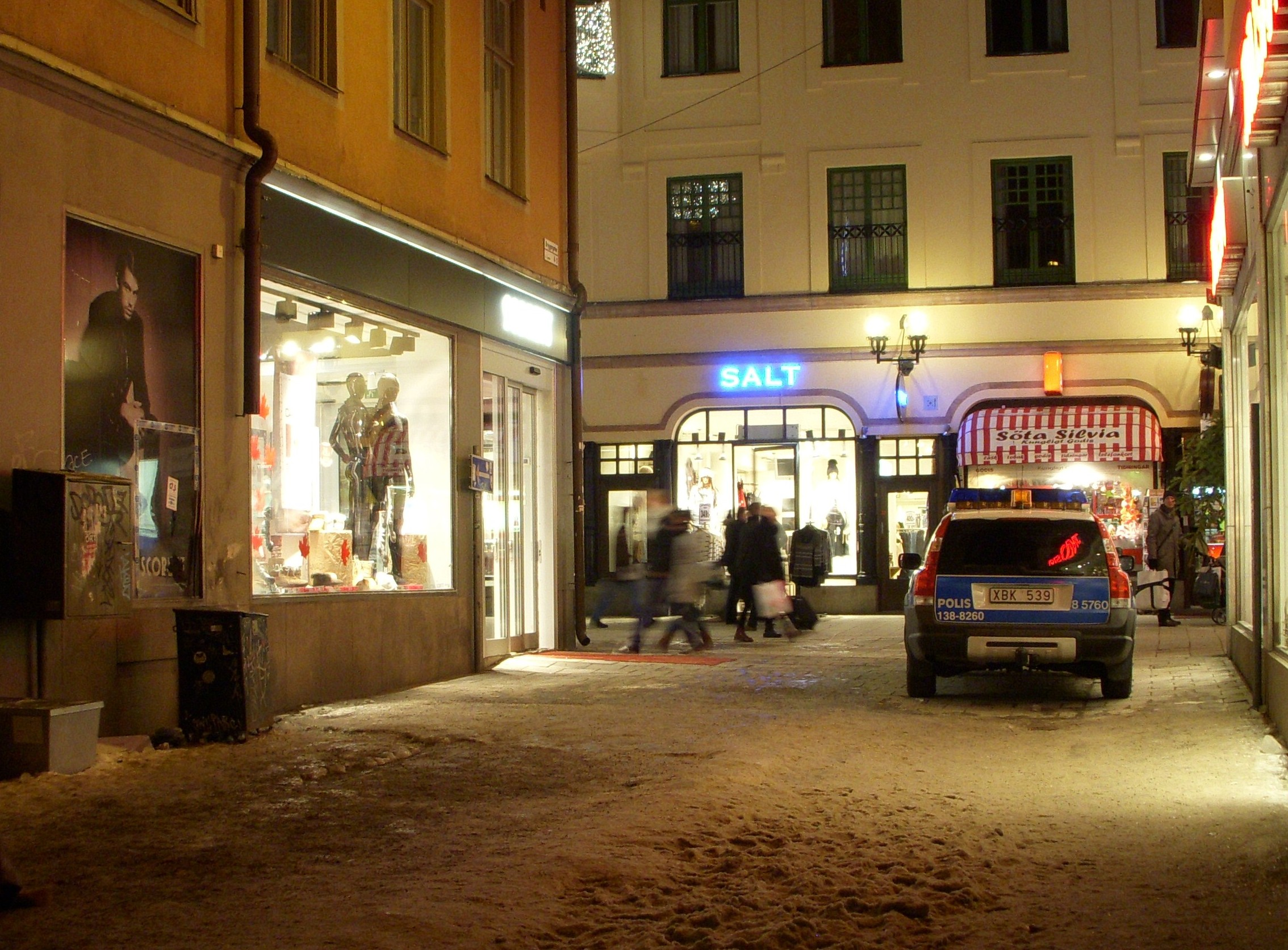
Bryggargatan 2 (t.v.), strax efter bombdådet, 12 december 2010.
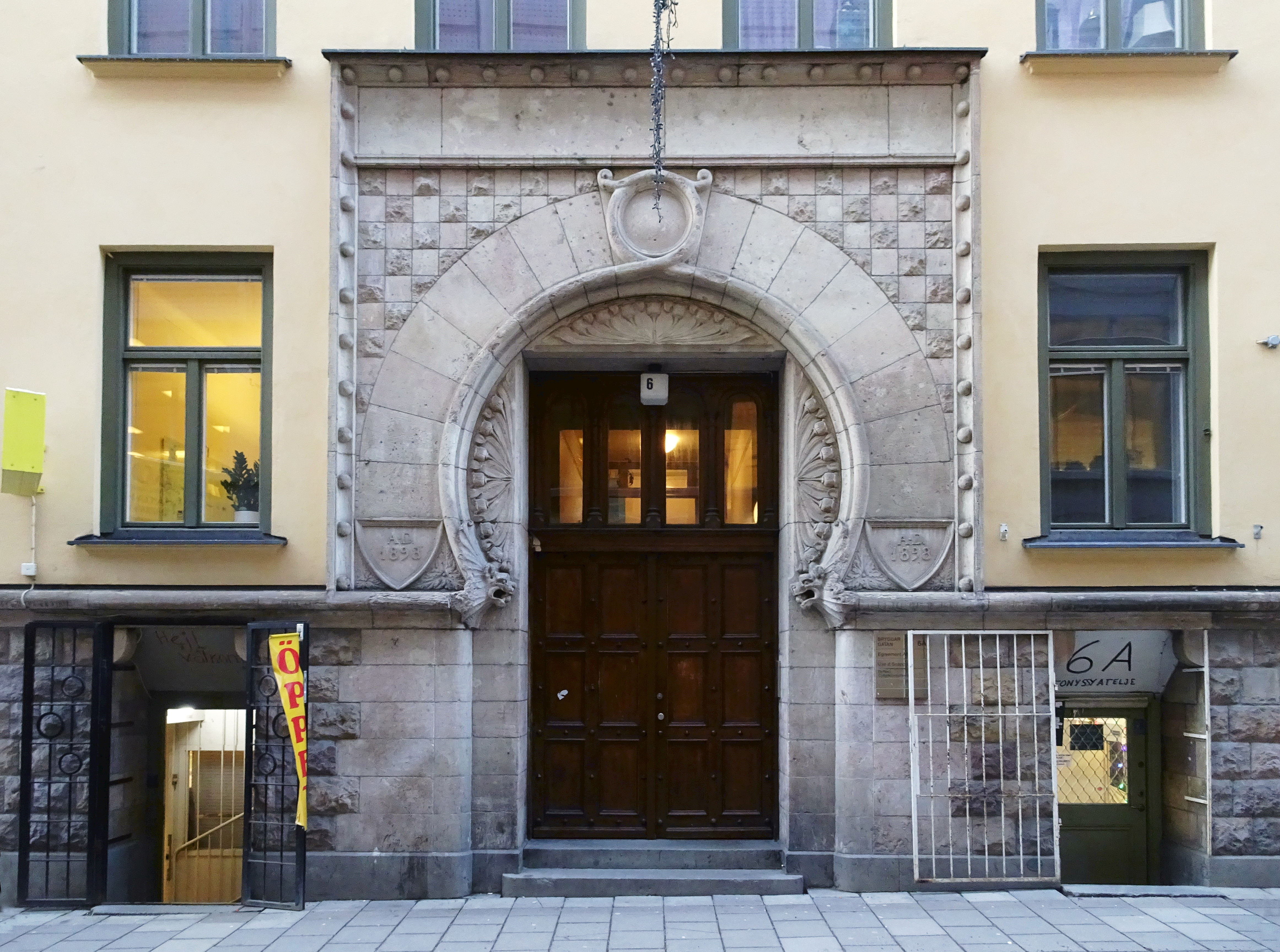
Bryggargatan 6, f.d. Dufvas Nysilverfabrik.
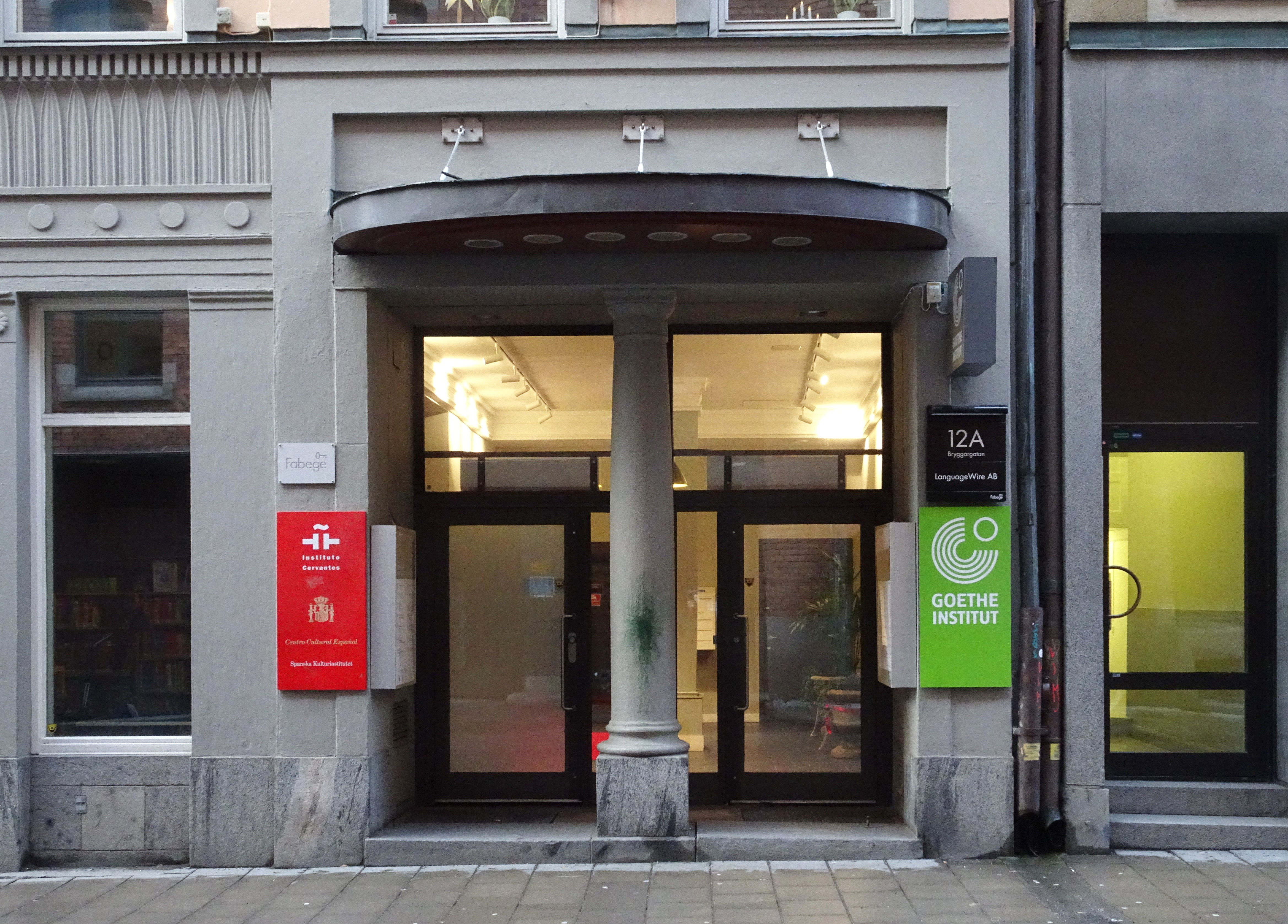
Bryggargatan 12A, Goethe-Institut.
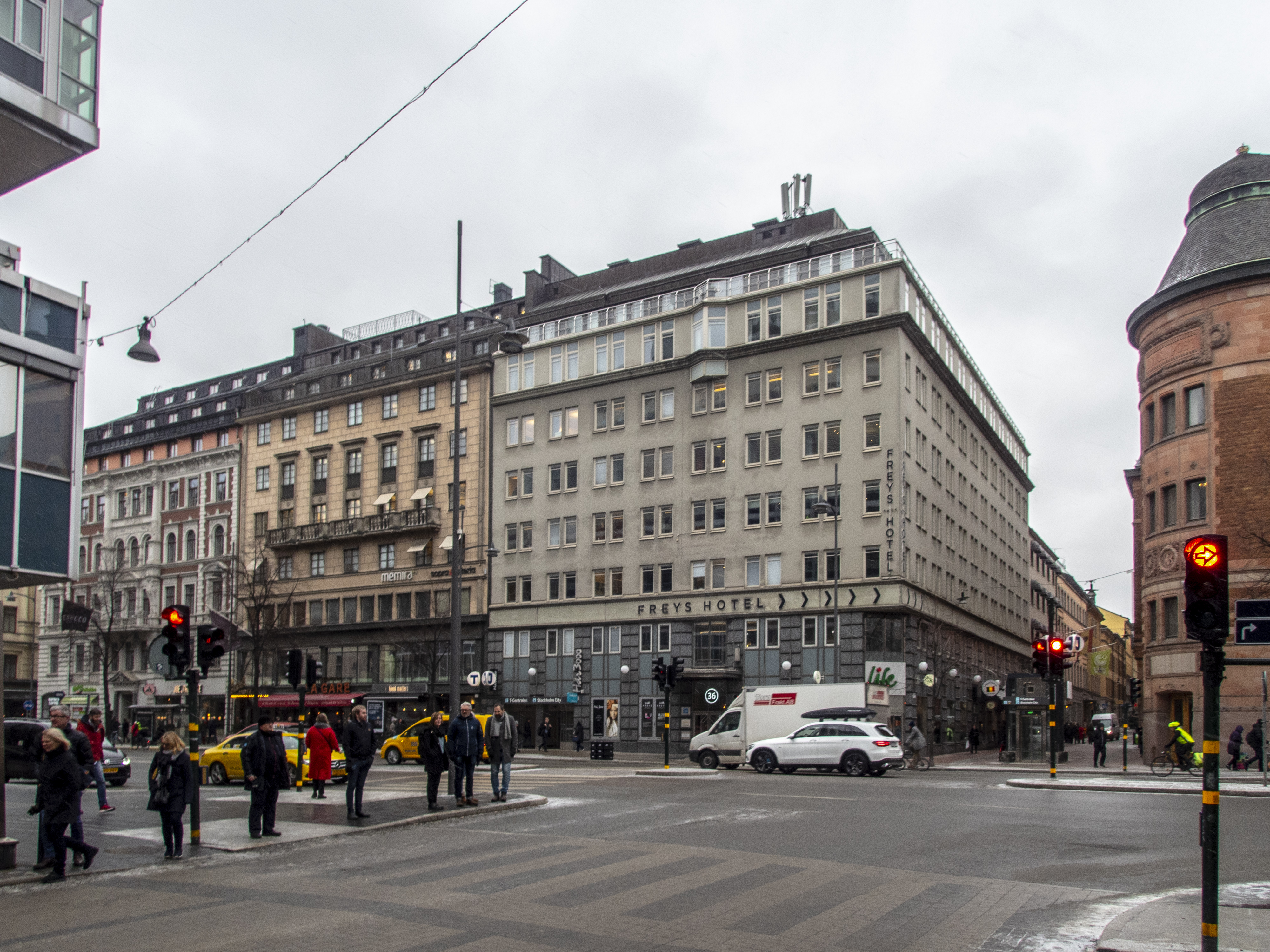
Hörnet Vasagatan / Bryggargatan.